# Santos Ojeda
Pour les articles homonymes, voir Ojeda.
Santos Ojeda (Caibarién, Cuba, 18 janvier 1917 – Miami, 27 mai 2004) est un pianiste classique et pédagogue américain d'origine cubaine.

## Biographie
Ojeda naît à Caibarién dans la province de Villa Clara, à Cuba. Il commence l'étude du piano avec sa mère, Maria Luisa Valdes de Ojeda, dès l'âge de 3 ans. Ses talents se développent  rapidement et il est découvert par le chef d'orchestre et compositeur Alejandro García Caturla, qui accompagne le jeune garçon de quinze, pour la première cubaine de la Rhapsody in Blue de George Gershwin. À 17 ans, il déménage à New York pour étudier avec l’assistance de Josef Lhévinne et Rosina Lhévinne, à la Juilliard School of Music, mais est finalement il est accepté immédiatement, devenant le premier étudiant né à l'étranger admis à la Juilliard school. Plus tard, il s'enrôle dans l'armée américaine pour servir pendant la seconde Guerre Mondiale. Après la fin de la guerre, il reste en Europe pour le temps de ses études avec Yves Nat au Conservatoire de Paris. À son retour à New York, il reprend ses études à la Juilliard school avec Rosina Lhévinne, en fin de compte diplômé avec les honneurs avec un Baccalauréat en interprétation au piano, suivi par un master. Plus tard, il reçoit le diplôme professionnel de l'Université Columbia.

### Carrière
Il fait ses débuts à New York, le 20 octobre 1952, à l'hôtel de Ville, où il devait jouer plusieurs fois. Ojeda visite fréquemment les principales villes d'Europe, d'Amérique du Nord et du Sud, et donne des concerts dans son pays natal, Cuba. Au cours d'une visite à Cuba, il créer en première cubaine, le Concerto pour piano no 2 de Rachmaninoff, avec la l'Orchestre philharmonique de La Havane, placé sous la direction d'Amadeo Roldán. Le répertoire d'Ojeda est large, englobant non seulement les standards classiques, mais aussi des œuvres majeures du XXe siècle et de compositeurs contemporains, notamment de compositeurs d'Amérique latine, tels qu'Alberto Ginastera. À son quatrième récital à l'hôtel de ville de New York, le 20 décembre 1969, il créer la Fantaisie pour piano (1966) de Hugh Aitken. Il a également joué au Lincoln Center (Alice Tully Hall).

### Pédagogue
Ojeda enseigne à la Juilliard School de 1955 à 1967 et à l'Université Columbia de 1957 à 1967. Puis en 1967, il est nommé artiste en résidence au Collège-Conservatoire de Musique de l'Université de Cincinnati, qui lui permet d'atteindre une chaire de professeur et enfin, prendre sa retraite en 1987. Il était réputé pour être un imaginatif et un clinicien éclairé. Il avait aussi une réputation d'exprimer parfois d'impénétrables comparaisons qui, néanmoins, touchaient leur fin. Par exemple, il pourrait diriger un interprète par un « écopez comme vous écopez une glace » ou « jouer comme une goutte d'encre dans un verre de lait » ou « jouer cela comme une reine blessée ». Il forme de nombreux élèves qui sont aujourd'hui des interprètes et des professeurs. « En plus de sa capacité naturelle pour le piano et sa sonorité parfaite, il était intéressé par l'art en général, que ce soit la littérature, la poésie et le conte, ou dans la peinture, [ou] l'architecture. ... [M. Ojeda] était un aristocrate de l'esprit ; un homme très secret et complexe. Il avait un grand sens de l'humour, mais il était très raffiné, autant en tant qu'enseignant que dans ses relations personnelles. »

### Dernières années
Dans ses dernières années Ojeda a déménagé à Miami, en Floride, pour se rapprocher de sa famille. Il est mort à l'âge de 87 ans des complications d'une pneumonie à l'hôpital Hialeah.